# Communauté de communes du Pays de Saint-Éloy-les-Mines
Ne doit pas être confondu avec Communauté de communes du Pays de Saint-Éloy.
La communauté de communes du Pays de Saint-Éloy-les-Mines, de son nom complet provisoire « communauté de communes du Pays de Saint-Éloy-les-Mines dite Saint-Éloy Communauté », est une communauté de communes française située dans le département du Puy-de-Dôme et la région Auvergne-Rhône-Alpes.

## Historique
La CCPS est créée le 1er janvier 2013, dans le cadre de la réforme des collectivités territoriales.
Le projet de schéma départemental de coopération intercommunale (SDCI) du Puy-de-Dôme, dévoilé en octobre 2015, proposait la fusion avec les communautés de communes Cœur de Combrailles, de Pionsat, une partie de la communauté de communes du Pays de Menat (quatre communes à l'ouest de la Sioule) ainsi que la commune de Virlet. Cette nouvelle intercommunalité comprendra 34 communes, toutes en zone de montagne, pour une population d'environ 17 000 habitants.
Le périmètre n'est pas modifié à la suite de l'adoption du SDCI en mars 2016. Cette fusion est confirmée par un arrêté préfectoral du 19 décembre 2016, rectifié par un autre arrêté du 22 ; la nouvelle structure intercommunale prend le nom provisoire de « Communauté de communes du Pays de Saint-Éloy ».

## Territoire communautaire

### Géographie
La communauté de communes du Pays de Saint-Éloy-les-Mines est située au nord-ouest du département du Puy-de-Dôme.

### Composition
Cet EPCI est composé des neuf communes suivantes :
| Nom                          | Code Insee | Gentilé      | Superficie (km2) | Population (dernière pop. légale) | Densité (hab./km2) |
| ---------------------------- | ---------- | ------------ | ---------------- | --------------------------------- | ------------------ |
| Saint-Éloy-les-Mines (siège) | 63338      | Éloysiens    | 22,11            | 3 688 (2014)                      | 167                |
| Ars-les-Favets               | 63011      | Arsois       | 14,60            | 230 (2014)                        | 16                 |
| Buxières-sous-Montaigut      | 63062      |              | 10,88            | 235 (2014)                        | 22                 |
| La Crouzille                 | 63130      | Crouzillots  | 18,60            | 273 (2014)                        | 15                 |
| Durmignat                    | 63140      | Durmignatois | 12,36            | 198 (2014)                        | 16                 |
| Lapeyrouse                   | 63187      |              | 36,14            | 561 (2014)                        | 16                 |
| Montaigut-en-Combraille      | 63233      | Montacutains | 8,18             | 1 006 (2014)                      | 123                |
| Moureuille                   | 63243      | Moureuillois | 16,83            | 313 (2014)                        | 19                 |
| Youx                         | 63471      | Vagurods     | 19,13            | 921 (2014)                        | 48                 |

### Démographie
| 1968   | 1975   | 1982   | 1990  | 1999  | 2008  | 2013  |
| ------ | ------ | ------ | ----- | ----- | ----- | ----- |
| 12 486 | 11 027 | 10 117 | 8 900 | 8 052 | 7 661 | 7 431 |

## Politique et administration

### Conseil communautaire
Les statuts attribuent à chacune des communes membres un nombre de sièges au conseil communautaire dépendant de sa population. À sa création, les vingt-cinq sont répartis ainsi :
| Nombre de délégués | Communes                                                                     |
| ------------------ | ---------------------------------------------------------------------------- |
| 12                 | Saint-Éloy-les-Mines                                                         |
| 3                  | Montaigut, Youx                                                              |
| 2                  | Lapeyrouse                                                                   |
| 1 (+ 1 suppléant)  | Ars-les-Favets, Buxières-sous-Montaigut, La Crouzille, Durmignat, Moureuille |

À l'issue du renouvellement des conseils municipaux de 2014, le conseil communautaire comprend vingt-six membres. Leur répartition est identique, mis à part un siège supplémentaire pour la commune de Saint-Éloy-les-Mines.

### Présidence
Le conseil communautaire élit sa première présidente, Marie-Thérèse Sikora, le 21 décembre 2012,.
| Période      | Période  | Identité             | Étiquette | Qualité |
| ------------ | -------- | -------------------- | --------- | ------- |
| janvier 2013 | En cours | Marie-Thérèse Sikora | UMP       |         |

### Compétences
- Développement et aménagement économique : création, aménagement, entretien et gestion de zones d'activités industrielle, commerciale, tertiaire, artisanale ou touristique ; actions de développement économique
- Aménagement de l'espace : schéma de cohérence territoriale, constitution de réserves foncières, organisation des transports non urbains
- Sanitaires et social
- Logement et habitat

### Régime fiscal et budget
La communauté de communes applique la fiscalité professionnelle unique. Elle possède un potentiel fiscal de 326,43 euros par habitant, très supérieur à la moyenne départementale (198,51 euros).
Du fait du régime fiscal spécifique, les taux des taxes d'habitation et des fonciers bâti et non bâti ne sont pas applicables. Pour l'année 2015, le taux de la cotisation foncière des entreprises s'élève à 26,72 %.

### Source
- « CC du Pays de Saint-Eloy » dans la base nationale sur l'intercommunalité